# George W. Bush
George Walker Bush (født 6. juli 1946 i New Haven i Connecticut, USA) var USA's 43. præsident fra 2001 til 2009 som medlem af Det republikanske parti. Fra 1995 til 2001 var Bush guvernør i Texas.
Bush blev indsat som præsident i 2001, efter at han blev erklæret som vinder over demokraternes kandidat, Al Gore, efter en længere valgkamp, der måtte afgøres i USA's Højesteret. Bush blev genvalgt i 2004 efter at have vundet over demokraternes John Kerry. Den 20. januar 2009 gik George W. Bush af som præsident og blev efterfulgt af Barack Obama fra Det demokratiske parti.
Bush er søn af tidligere præsident George Bush, bror til Floridas guvernør i år 2000, Jeb Bush, og bror til Marvin Bush. George W. Bush er den anden amerikanske præsident, som er søn af en tidligere præsident (efter John Adams og John Quincy Adams).

## Karriere
George W. Bush har en bachelorgrad i historie fra Yale University, og i 1968 blev Bush medlem af universitetets hemmelige klub Skull and Bones. Desuden har han en MBA fra Harvard Business School som den hidtil eneste amerikanske præsident.
George W. Bush er desuden uddannet F-102-jagerpilot trods en del spekulation i, om han reelt gennemførte de påkrævede kurser. George W. Bush kom ved en familievens hjælp ind i nationalgarden under Vietnamkrigen trods lange ventelister og slap således for at blive udsendt. George W. Bush tjente i den amerikanske hær fra 1968 til 1972 i Texas Air National Guard.
Fra 1995 og til sin tiltræden som præsident var han guvernør i Texas efter en overraskende sejr over den populære demokratiske guvernør, Ann Richards. I sin tid som guvernør blev George W. Bush blandt andet kendt for ikke at benåde én eneste fange, og i hans tid som guvernør blev der henrettet over 200 fanger, hvilket er rekord for hele USA.

## Første periode som præsident (2001-2005)
Tidligt i præsidentkarrieren satte Bush omfattende skattelettelser i gang, som blandt andet indebar sænkning af den laveste skatteprocent fra 15 % til 10 %. Kritikerne mente, at skattelettelsene var mest til gavn for de rige, og at det medførte store budgetunderskud. Skattelettelserne blev forsvaret med, at de ville stimulere økonomien og skabe flere arbejdspladser.
I maj 2001 mistede republikanerne sit spinkle flertal i senatet, da Vermont-senatoren James Jeffords forlod det republikanske parti og erklærede sig som uafhængig. Republikanerne vandt flertallet tilbage ved midtvejsvalget i november 2002.
Terrorangrebet den 11. september 2001 var Bushs første store krise. Som en direkte følge af angrebet på USA fulgte en NATO-støttet invasion af Afghanistan, som startede den 7. oktober 2001 og udskiftede Taliban-regimet med en regering ledet af Hamid Karzai.
Bush er kendt for udtrykket "Ondskabens Akse" (Axis of evil), som han nævnte i en tale 29. januar 2002 for at beskrive "regimer som støtter terror". Landene, Bush nævnte, var Irak, Iran, Nord-Korea og Burma.
Bush igangsatte også invasionen af Irak, der startede den 20. marts 2003 og fældede Saddam Husseins diktatur. Men krigen i Irak blev efterhånden langt vanskeligere end Bush-administrationen havde regnet med. Blandt andet blev det afsløret, at amerikanske soldater torturerede irakiske fanger i Abu Ghraib-fængslet 32 km vest for Bagdad. Et problem var, at man opløste Iraks militær og sikkerhedspoliti uden at tage deres våben.
Indenrigspolitisk havde man under George W. Bushs første administration påført landet et moderat budgetunderskud og arbejdsledigheden steg til 6,2 %, men faldt igen senere i perioden. Økonomien var til trods for dette stærk, og væksten i BNP var den største i 20 år.
Enron-skandalen blev også en indenrigspolitisk skandale for Bush. Den 9. januar 2003 annoncerede det amerikanske justisministerium en efterforskning af Enron. Enron var USA's største energiselskab og en betydelig politisk magtfaktor med nære bånd til præsident George W. Bush, før selskabet gik konkurs i december 2001.

## Anden periode som præsident (2005–2009)
I sin anden periode måtte Bush forklare og afvise påstandene om amerikansk tortur ved Guantanamo Bay Naval Base. Bush-administrationen måtte også forsvare, at amerikanerne holdt store mængder fanger uden hverken tiltale eller retssag ved marinebasen. Organisationer som FN og Amnesty International kritiserede USA for gentagne brud på Folkeretten og Menneskerettighederne.
29. august 2005 blev New Orleans ramt af Orkanen Katrina. Diget omkring byen brast, og store områder af byen blev lagt under vand, hvilket førte til store materielle ødelæggelser og mange døde. Præsident Bush blev udsat for massiv kritik på grund af manglende føderal redningsindsats.

### Udnævnelser
Blandt hans regeringsudnævnelser kan nævnes: Colin Powell – udenrigsminister (Secretary of State), afløst i 2005 af Condoleezza Rice; Donald Rumsfeld – forsvarsminister; Spencer Abraham – energiminister udnævnt i 2001, udskiftet med Samuel Bodman i 2005 ; Gale Norton – indenrigsminister; og Tommy Thompson – socialminister. Finansminister Paul O'Neill sagde selv op i 2003 og afløstes af John W. Snow. Som justitsminister blev den meget udskældte John Ashcroft i 2005 udskiftet med Alberto Gonzales.
Derudover er Karl Rove, en af Bushs mest betroede rådgivere, hans såkaldte "arkitekt". Rove var kampagneleder og rådgiver i forhold til PR og valgstrategiske spørgsmål.

## Æresbevisninger
George W. Bush er siden den 3. maj 2005 Kommandør af Storkorset af Trestjerneordenen, som er en lettisk orden.

## Game of Thrones
I 2012 beklagede tv-serien Game of Thrones, at de i første sæson var kommet til at sætte præsidentens hoved på en stage. I seriens voldelige middelalderverden behøvede producenten så mange kropsdele, at disse blev bestilt fra en udlejer; og et af de tilsendte hoveder var en model af George W. Bushs hoved. Det blev først opdaget, da scenen var færdigindspillet.